# فريد آباد
فريد أباد رمزها «FR» (بالإنجليزية: Faridabad)‏ ، هو تقسيم إداري لدولة الهند تتبع ولاية هاريانا (بالإنجليزية: Haryana)‏ ، مركزها هو مدينة فريد أباد (بالإنجليزية: Faridabad)‏ عدد سكانها حسب تعداد سنة 2001 هو 2,193,276 ، مساحتها 2,105 كم² وكثافة السكان 1,042 لكل كم² .

## المناخ
يظهر الجدول التالي التغييرات المناخية على مدار السنة لفريد آباد:
| البيانات المناخية لـفريد آباد     | البيانات المناخية لـفريد آباد | البيانات المناخية لـفريد آباد | البيانات المناخية لـفريد آباد | البيانات المناخية لـفريد آباد | البيانات المناخية لـفريد آباد | البيانات المناخية لـفريد آباد | البيانات المناخية لـفريد آباد | البيانات المناخية لـفريد آباد | البيانات المناخية لـفريد آباد | البيانات المناخية لـفريد آباد | البيانات المناخية لـفريد آباد | البيانات المناخية لـفريد آباد | البيانات المناخية لـفريد آباد |
| الشهر                             | يناير                         | فبراير                        | مارس                          | أبريل                         | مايو                          | يونيو                         | يوليو                         | أغسطس                         | سبتمبر                        | أكتوبر                        | نوفمبر                        | ديسمبر                        | المعدل السنوي                 |
| --------------------------------- | ----------------------------- | ----------------------------- | ----------------------------- | ----------------------------- | ----------------------------- | ----------------------------- | ----------------------------- | ----------------------------- | ----------------------------- | ----------------------------- | ----------------------------- | ----------------------------- | ----------------------------- |
| متوسط درجة الحرارة الكبرى °م (°ف) | 21 (70)                       | 23 (73)                       | 30 (86)                       | 36 (97)                       | 39 (102)                      | 39 (102)                      | 35 (95)                       | 34 (93)                       | 34 (93)                       | 33 (91)                       | 28 (82)                       | 22 (72)                       | 31 (88)                       |
| متوسط درجة الحرارة الصغرى °م (°ف) | 8 (46)                        | 10 (50)                       | 15 (59)                       | 21 (70)                       | 26 (79)                       | 28 (82)                       | 27 (81)                       | 26 (79)                       | 25 (77)                       | 19 (66)                       | 13 (55)                       | 8 (46)                        | 19 (66)                       |
| معدل هطول الأمطار مم (إنش)        | 15 (0.6)                      | 19 (0.7)                      | 21 (0.8)                      | 27 (1.1)                      | 27 (1.1)                      | 61 (2.4)                      | 214 (8.4)                     | 228 (9.0)                     | 100 (3.9)                     | 21 (0.8)                      | 5 (0.2)                       | 14 (0.6)                      | 752 (29.6)                    |
| المصدر: Weather 2                 |                               |                               |                               |                               |                               |                               |                               |                               |                               |                               |                               |                               |                               |

## أعلام
- سوريش لوثرا
- سونو نيجام
- شويتا تشودري